# Liste des comtes de Montbéliard
Les comtes de Montbéliard sont les seigneurs du comté de Montbéliard, territoire autonome qui se situait au nord-est du comté de Bourgogne (actuelle Franche-Comté).
Par succession, les comtes de Montbéliard furent des princes allemands à partir du XVe siècle, qui régnèrent sur une principauté souveraine jusqu'à son rattachement à la France révolutionnaire en 1793.

## Maison de Montbéliard

comtes de Montbéliard.

- 1042-1073 : Louis de Montbéliard - ép. Sophie de Bar - Comte de Montbéliard, comte de Bar, comte de Mousson et comte de Ferrette ;

- 1073-1105 : Thierry Ier de Montbéliard - ép. Ermentrude de Bourgogne (fille du comte Guillaume Ier de Bourgogne) - Comte de Montbéliard, comte de Bar, comte de Mousson et comte de Ferrette ;
- 1105-1163 : Thierry II de Montbéliard - Comte de Montbéliard.

Les comtes de Montbéliard font partie du groupe héraldique des dix lignages issus de Thierry Ier de Bar (v. 1045-1103) qui ont deux poissons adossés dans leurs armes au XIIIe siècle.

## Maison de Montfaucon

comtes de Montbéliard de la maison de Montfaucon.

- 1163-1195 : Amédée II de Montfaucon - fils de Richard II de Montfaucon et de Sophie de Montbéliard († 1148, fille de Thierry II de Montbéliard) - ép. Béatrice de Grandson-Joinville - Comte de Montbéliard et seigneur de Montfaucon ;
- 1195-1227 : Richard III de Montfaucon - son frère - ép. Agnès de Bourgogne, fille du comte Étienne Ier de Bourgogne - Comte de Montbéliard et seigneur de Montfaucon ;
- 1227-1283 : Thierry III de Montbéliard, dit « Le Grand Baron », leur fils - ép. Adélaïde de Ferrette, fille de Frédéric II, comte de Ferrette - Comte de Montbéliard ;
- Césure dans la dynastie des Montfaucon (comtes de Montbéliard) au profit de la famille de Chalon, tige des comtes de Montbéliard de la maison de Bourgogne, avec :
- 1283-1322 : Renaud de Bourgogne - fils du comte Hugues de Bourgogne et Alix de Méranie - ép. Guillemette de Neufchâtel, fille d'Amédée Ier de Neufchâtel, comte de Neuchâtel - Comte de Montbéliard
- 1322-1338 : Othenin de Montbéliard - dit le "fol" - son fils - Comte de Montbéliard placé sous la tutelle de son oncle, le comte Hugues de Bourgogne (frère du comte Renaud). Hugues assure la Régence du comté pour un temps.
- Retour à la maison de Montfaucon par :
- 1339-1367 : Henri Ier de Montfaucon - fils de Gauthier II de Montfaucon et de Mahaut de Chaussin - ép. Agnès de Montbéliard comtesse de Montbéliard, 3e fille de Renaud de Bourgogne - Comte de Montbéliard et Seigneur de Montfaucon
- 1367-1397 : Étienne de Montfaucon - leur fils - ép. Marguerite de Chalon-Arlay fille de Jean II de Chalon-Arlay, seigneur d'Arlay - Comte de Montbéliard et Seigneur de Montfaucon
- 1397-1444 : Henriette d'Orbe - fille de Henri II de Montfaucon (seigneur d'Orbe et d'Echallens en Suisse), et de Marie de Châtillon, petite-fille d'Étienne de Montfaucon - ép. en 1407 le comte Eberhard IV de Wurtemberg. Elle règne seule à la mort de son époux (1419) - Comtesse de Montbéliard

À la mort d'Henriette d'Orbe, le comté de Montbéliard et ses appendices passent à son fils Louis IV de Wurtemberg, et donc dans la Maison de Wurtemberg, créant la branche de Wurtemberg-Montbéliard.

## Maison de Wurtemberg-Montbéliard
- 1444-1450 : Louis IV de Wurtemberg - leur fils - ép. Mathilde du Palatinat - Comte de Montbéliard et comte de Wurtemberg
- 1450-1457 : Louis V de Wurtemberg - leur fils - Comte de Montbéliard et comte de Wurtemberg
- 1457-1473 et 1482-1496 : Eberhard V de Wurtemberg, dit « le Barbu », son frère, ép. Barbara Gonzague, fille du marquis Louis III de Mantoue - Comte de Montbéliard et Comte de Wurtemberg. Élevé à la dignité de duc de Wurtemberg par l'empereur Maximilien Ier de Habsbourg, et par cette élévation prend le nom de duc Eberhard Ier de Wurtemberg
- 1473-1482 : Henri de Wurtemberg - fils de Ulrich V de Wurtemberg et d'Elisabeth de Bavière, petit-fils d'Eberhard IV de Wurtemberg et d'Henriette d'Orbe - ép. Elisabeth, fille de Simon de Wecker, comte de Deux-Ponts (ville de Zweibrücken), puis Ève, fille du comte Jean VII de Salm - Comte de Montbéliard - Pris de folie, il est interné
- 1496-1498 : Eberhard VI de Wurtemberg - son frère - ép. Elisabeth de Hohenzollern, fille d'Albert de Brandebourg - Comte de Montbéliard

Armoiries des comtes de Wurtemberg et de Montbéliard à partir de 1504.

- Armoiries des comtes de Wurtemberg et de Montbéliard à partir de 1504.1503-1526 et 1534-1550 : Ulrich VI de Wurtemberg - fils d'Henri de Wurtemberg et d’Élisabeth fille du comte Simon de Wecker (premier mariage) - ép. Sabine de Wittelsbach, fille du duc Albert IV de Bavière - Comte de Montbéliard et duc de Wurtemberg ;
- 1526-1534 puis 1553-1558 : Georges Ier de Wurtemberg - fils d'Henri de Wurtemberg et d'Elisabeth fille de feu le comte Jean VII de Salm (second mariage) - ép. Barbara de Hesse - Comte de Montbéliard et duc de Wurtemberg ;
- 1550-1553 : Christophe de Wurtemberg - fils d'Ulrich VI de Wurtemberg et de Sabine de Wittelsbach - ép. Anne-Marie de Hohenzollern - Comte de Montbéliard et duc de Wurtemberg décède en 1568 ;
- 1558-1608 : Frédéric Ier de Wurtemberg - fils de Georges Ier de Wurtemberg et de Barbara de Hesse - ép. Sybille d'Anhalt - Comte de Montbéliard et duc de Wurtemberg (à partir de 1593) ;
- 1608-1617 : Jean-Frédéric de Wurtemberg (1608-1628), leur fils, Comte de Montbéliard. Il cède le comté à son frère puîné : Louis-Frédéric ;
- 1608-1631 : Louis-Frédéric de Wurtemberg, son frère, ép. Élisabeth de Hesse, puis Anne de Nassau - Duc de Wurtemberg - Comte de Montbéliard - Début de la guerre de Trente Ans (catholiques et catholiques réformés) ;
- 1640-1662 : Léopold-Frédéric de Wurtemberg, son fils du premier lit, ép. Sybille de Wurtemberg - Duc de Wurtemberg et comte de Montbéliard ;
- 1662-1699 : George II de Wurtemberg - son demi-frère (2e lit de Louis-Frédéric de Wurtemberg) - ép. Anne de Coligny, fille du comte Gaspard III de Coligny (Ain) - Duc de Wurtemberg et comte de Montbéliard ;
- 1699-1723 : Léopold-Eberhard de Wurtemberg - leur fils - ép. Anne-Sabine Hedwiger puis Elisabeth Charlotte Curie - Duc de Wurtemberg et comte de Montbéliard ;
- 1723-1733 : Eberhard-Louis de Wurtemberg - ép. Jeanne-Elisabeth, fille de Frédéric III, margrave de Bade-Durlach. Pas d'héritiers - Comte de Montbéliard ;
- 1723-1737 : Charles-Alexandre de Wurtemberg - fils de Frédéric-Eugène de Wurtemberg et d'Eléonore de Brandebourg - ép. Augusta - Duc de Wurtemberg et comte de Montbéliard ;
- 1744-1793 : Charles II de Wurtemberg, leur fils, ép. Élisabeth de Hohenzollern - Duc de Wurtemberg et comte de Montbéliard.